# U-19-Fußball-Europameisterschaft 2026
Die Endrunde der 40. U-19-Europameisterschaft soll im vom 28. Juni bis 11. Juli 2026 in Wales stattfinden. Dies entschied das UEFA Executive Committee am 26. September 2023 auf ihrem Treffen in Limassol. Wales war Austragungsort der U-19-Fußball-Europameisterschaft der Frauen 2013. Die Endrunde dient auch für die Qualifikation zur U-20-Fußball-Weltmeisterschaft 2027.
Der Titelverteidiger ist die Mannschaft der Niederlande.

## Austragungsorte
Für das Turnier sind fünf Spielstätten im Norden von Wales vorgesehen.
| Wrexham |

| Bangor |

| Denbigh |

| Connah’s Quay |

| Old Colwyn |

| Wrexham |

| Bangor |

| Denbigh |

| Connah’s Quay |

| Old Colwyn |